# René Bedia Morales
Pour les articles homonymes, voir Bedia (homonymie) et Morales.
 (février 2015).
Si vous disposez d'ouvrages ou d'articles de référence ou si vous connaissez des sites web de qualité traitant du thème abordé ici, merci de compléter l'article en donnant les références utiles à sa vérifiabilité et en les liant à la section « Notes et références ».
René Bedia Morales est né le 30 avril 1923 à Santiago de Las Vegas et mort le 8 décembre 1956 est un révolutionnaire cubain, opposé au régime de Fulgencio Batista. Il est membre du Mouvement du 26 juillet et participe à l'expédition du Granma.

## Biographie
Il est né à Santiago de Las Vegas. Fils unique d'une famille pauvre, il doit quitter l'école pour aider sa famille. Les conditions difficiles dans lesquelles il a grandi et vécu lui font prendre conscience des inégalités sociales.
En 1953, avec Fidel Castro et d'autres rebelles, il participe à l'attaque de la Caserne de Moncada. Arrêté, il est condamné à 10 ans de prison. À la suite de l'amnistie de mai 1955, il est libéré. Il s'exile alors au Mexique et participe aux préparatifs de l'expédition du Granma. Le 2 décembre 1956 en compagnie de 81 autres hommes, ils débarquent à Cuba. Le 8 décembre, les soldats sont victimes d'une embuscade de l'armée. Bedia est tué durant cette bataille.